# Xanthorhoe integrata
Xanthorhoe integrata är en fjärilsart som beskrevs av Stephens 1850. Xanthorhoe integrata ingår i släktet Xanthorhoe och familjen mätare. Inga underarter finns listade i Catalogue of Life.